# Alabama Department of Public Safety
L’Alabama Department of Public Safety est une composante du gouvernement de l'État de l'Alabama qui chapeaute la police d'État et les services de sécurité civile (pompiers, aide médicale urgente, secours, inspections de sécurité, etc.)  sur l'ensemble du territoire de l'État de l'Alabama aux États-Unis.

## Histoire
Ce Department of Public Safety a été créé en 1939.

## Organisation
L'AdPS comprend 6 divisions :
- Administration,
- Alabama Bureau of Investigation (police judiciaire) : l'ABI est chargé de résoudre les crimes graves
- Driver Licensing (service des immatriculations et cartes grises ainsi que la sécurité routière),
- l'Alabama Highway Patrol,
- Protective Services (sécurité civile)
- Services Division (comprenant les services techniques communs aux autres divisions, l'école de police et l'unité aérienne de l'ADPS).

## Grades et hiérarchies
Les grades utilisés au sein de l'Alabama Department of Public Safety sont les suivants:
| Grade              | Insigne |
| ------------------ | ------- |
| Colonel            |         |
| Lieutenant-colonel |         |
| Major              |         |
| Capitaine          |         |
| Lieutenant         |         |
| Sergent            |         |
| Corporal           |         |
| Agent              |         |
| Troupier           |         |

L'ADPS est donc commandé par un Colonel, secondé par un Lieutenant-colonel, tandis que les divisions sont dirigées par 6 majors.

## Armes de service
Depuis la fin des années 1990, les personnels armés du DPS sont dotés de pistolets Glock 22 et 23 de calibre .40 S&W. Depuis 2005, des carabines  de police Bushmaster M4A3 Patrolman et Colt AR-15A4 Carbine en 5,56 mm Otan sont également en service chez les troupiers de l'Alabama Highway Patrol.